# Loxodocus cressoni
Loxodocus cressoni är en stekelart som först beskrevs av Cameron 1886.  Loxodocus cressoni ingår i släktet Loxodocus och familjen brokparasitsteklar. Inga underarter finns listade i Catalogue of Life.